# Brojlernia

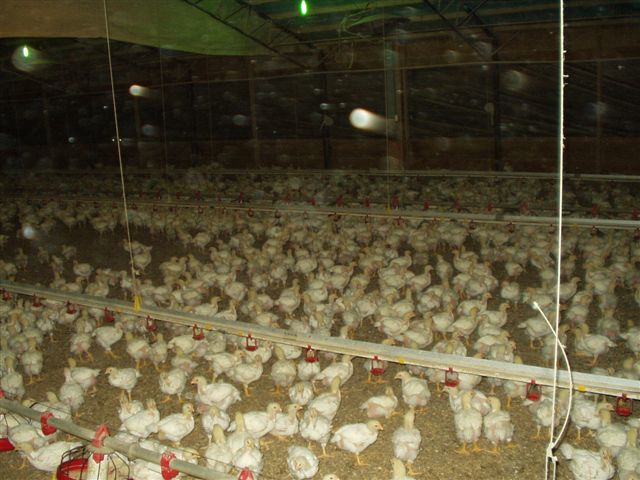
Brojlernia w Oklahomie

Brojlernia – w chowie drobiu: specjalistyczny budynek w obrębie fermy drobiu, przeznaczony do hodowli brojlerów.
Brojlernia to najczęściej niepodpiwniczony budynek parterowy, pozbawiony okien, z wydzielonymi: halą produkcyjną i zapleczem pomocniczo-usługowym, umieszczonym z reguły przy jednej ze ścian szczytowych. Brojlernie posiadają zwykle konstrukcję stalową i ściany prefabrykowane. Muszą być wyposażone w odpowiednie dla hodowli brojlerów warunki wilgotności, temperatury oraz właściwą wentylację. Posiadają silosy paszowe, poidła, karmidła do pokarmu i żwiru, przenośniki pokarmu, tace do karmienia piskląt oraz agregaty do mycia i odkażania.